# Campeonato Brasileiro de Futebol de 2004 - Série A
A Série A do Campeonato Brasileiro de Futebol de 2004 foi a 49.ª edição do principal torneio de futebol brasileiro, a segunda a ser disputada no sistema de pontos corridos, e teve como vencedor o Santos, comandado pelo técnico Vanderlei Luxemburgo. Em segundo lugar ficou o Atlético Paranaense, que estava na liderança até perder a posição na penúltima rodada. Graças a essa disputa, o campeonato ficou sem definição até os últimos jogos.
O Atlético Paranaense perdeu a liderança na penúltima rodada, ao ser derrotado pelo Vasco da Gama em São Januário. O Santos, que naquela altura estava a dois pontos do Atlético Paranaense, não perdeu a oportunidade de assumir a liderança isolada e ganhou o seu desafio contra o São Caetano, abrindo um ponto de vantagem. Na rodada final, o Atlético precisava vencer e esperar por um empate do Santos, mas o clube paulista confirmou o título vencendo o Vasco por 2 a 1.
No decorrer do campeonato, o Santos ainda teve que superar outras adversidades como a ausência do craque Robinho (devido ao sequestro da mãe do jogador), polêmicas de arbitragem com gols anulados, severas punições a jogadores e perdas de mando de campo, sendo obrigado várias vezes a jogar fora da Vila Belmiro. Os jogos foram levados ao interior do estado de São Paulo, e a partida decisiva foi disputada no Estádio Benedito Teixeira ("Teixeirão"), em São José do Rio Preto.
O São Caetano sofreu o maior golpe de sua história. Em um jogo contra o São Paulo, o jogador Serginho sofreu um ataque cardíaco. Ele morreu no hospital quarenta minutos depois. O São Caetano foi punido com a perda de 24 pontos, o equivalente a 8 vitórias no campeonato, porém não chegou a ser rebaixado.
Além de Santos e Atlético Paranaense, também foram classificados para a Copa Libertadores da América de 2005 o São Paulo e o Palmeiras, terceiro e quarto colocados respectivamente.
O Santos teve ainda o melhor ataque da história da competição, batendo o recorde de 103 gols marcados. O artilheiro foi Washington, do Atlético Paranaense, que com 34 gols marcados bateu o recorde de artilharia em uma única edição do campeonato.

## Equipes participantes
| Equipe              | Cidade             | Estado | Em 2003      | Estádio             | Títulos                                        |
| ------------------- | ------------------ | ------ | ------------ | ------------------- | ---------------------------------------------- |
| Atlético Mineiro    | Belo Horizonte     | MG     | 7º           | Mineirão            | 1937, 1971                                     |
| Atlético Paranaense | Curitiba           | PR     | 12º          | Arena da Baixada    | 2001                                           |
| Botafogo            | Rio de Janeiro     | RJ     | 2º (Série B) | Caio Martins        | 1968, 1995                                     |
| Corinthians         | São Paulo          | SP     | 15º          | Pacaembu            | 1990, 1998, 1999                               |
| Coritiba            | Curitiba           | PR     | 5º           | Couto Pereira       | 1985                                           |
| Criciúma            | Criciúma           | SC     | 14º          | Heriberto Hülse     | não possui                                     |
| Cruzeiro            | Belo Horizonte     | MG     | 1º           | Mineirão            | 1966, 2003                                     |
| Figueirense         | Florianópolis      | SC     | 11º          | Orlando Scarpelli   | não possui                                     |
| Flamengo            | Rio de Janeiro     | RJ     | 8º           | Maracanã            | 1980, 1982, 1983, 1992                         |
| Fluminense          | Rio de Janeiro     | RJ     | 19º          | Maracanã            | 1970, 1984                                     |
| Goiás               | Goiânia            | GO     | 9º           | Serra Dourada       | não possui                                     |
| Grêmio              | Porto Alegre       | RS     | 20º          | Olímpico            | 1981, 1996                                     |
| Guarani             | Campinas           | SP     | 13º          | Brinco de Ouro      | 1978                                           |
| Internacional       | Porto Alegre       | RS     | 6º           | Beira-Rio           | 1975, 1976, 1979                               |
| Juventude           | Caxias do Sul      | RS     | 18º          | Alfredo Jaconi      | não possui                                     |
| Palmeiras           | São Paulo          | SP     | 1º (Série B) | Palestra Itália     | 1960, 1967, 1967, 1969, 1972, 1973, 1993, 1994 |
| Paraná              | Curitiba           | PR     | 10º          | Durival Britto      | não possui                                     |
| Paysandu            | Belém              | PA     | 22º          | Mangueirão          | não possui                                     |
| Ponte Preta         | Campinas           | SP     | 21º          | Moisés Lucarelli    | não possui                                     |
| Santos              | Santos             | SP     | 2º           | Vila Belmiro        | 1961, 1962, 1963, 1964, 1965, 1968, 2002       |
| São Caetano         | São Caetano do Sul | SP     | 4º           | Anacleto Campanella | não possui                                     |
| São Paulo           | São Paulo          | SP     | 3º           | Morumbi             | 1977, 1986, 1991                               |
| Vasco da Gama       | Rio de Janeiro     | RJ     | 17º          | São Januário        | 1974, 1989, 1997, 2000                         |
| Vitória             | Salvador           | BA     | 16º          | Barradão            | não possui                                     |

## Forma de disputa
Todas as equipes jogam entre si em turno e returno, com a equipe que marcar mais pontos sagrando-se campeã.

### Critérios de desempate
Para o desempate entre duas ou mais equipes seguirá a ordem definida abaixo:
- 1º - Número de vitórias
- 2º - Saldo de gols
- 3º - Gols feitos
- 4º - Confronto direto (apenas entre duas equipes)
- 5º - Sorteio

## Classificação
| Pos. | Equipes             | P   | J  | V  | E  | D  | GP  | GC | SG  | %  | Classificação ou rebaixamento              |
| ---- | ------------------- | --- | -- | -- | -- | -- | --- | -- | --- | -- | ------------------------------------------ |
| 1    | Santos              | 89  | 46 | 27 | 8  | 11 | 103 | 58 | +45 | 64 | Segunda fase da Copa Libertadores de 20051 |
| 2    | Atlético Paranaense | 86  | 46 | 25 | 11 | 10 | 93  | 56 | +37 | 62 | Segunda fase da Copa Libertadores de 20051 |
| 3    | São Paulo           | 82  | 46 | 24 | 10 | 12 | 78  | 43 | +35 | 59 | Segunda fase da Copa Libertadores de 20051 |
| 4    | Palmeiras           | 79  | 46 | 22 | 13 | 11 | 72  | 47 | +25 | 57 | Primeira fase da Copa Libertadores de 2005 |
| 5    | Corinthians         | 74  | 46 | 20 | 14 | 12 | 54  | 54 | 0   | 53 | Copa Sul-Americana de 2005                 |
| 6    | Goiás               | 72  | 46 | 21 | 9  | 16 | 81  | 68 | +13 | 52 | Copa Sul-Americana de 2005                 |
| 7    | Juventude           | 70  | 46 | 20 | 10 | 16 | 60  | 66 | -6  | 51 | Copa Sul-Americana de 2005                 |
| 8    | Internacional       | 67  | 46 | 20 | 7  | 19 | 66  | 59 | +7  | 48 | Copa Sul-Americana de 2005                 |
| 9    | Fluminense          | 67  | 46 | 18 | 13 | 15 | 65  | 68 | -3  | 48 | Copa Sul-Americana de 2005                 |
| 10   | Ponte Preta         | 64  | 46 | 19 | 7  | 20 | 43  | 73 | -30 | 46 |                                            |
| 11   | Figueirense         | 63  | 46 | 17 | 12 | 17 | 57  | 59 | -2  | 46 |                                            |
| 12   | Coritiba            | 62  | 46 | 15 | 17 | 14 | 53  | 48 | +5  | 45 |                                            |
| 13   | Cruzeiro            | 56  | 46 | 16 | 8  | 22 | 69  | 81 | -12 | 40 | Copa Sul-Americana de 20051                |
| 14   | Paysandu            | 56  | 46 | 14 | 14 | 18 | 56  | 76 | -20 | 40 |                                            |
| 15   | Paraná              | 54  | 46 | 15 | 9  | 22 | 52  | 73 | -21 | 39 |                                            |
| 16   | Vasco da Gama       | 54  | 46 | 14 | 12 | 20 | 64  | 68 | -4  | 39 |                                            |
| 17   | Flamengo            | 54  | 46 | 13 | 15 | 18 | 51  | 53 | -2  | 39 |                                            |
| 18   | São Caetano         | 532 | 46 | 23 | 8  | 15 | 65  | 49 | +15 | 38 |                                            |
| 19   | Atlético Mineiro    | 53  | 46 | 12 | 17 | 17 | 60  | 66 | -6  | 38 |                                            |
| 20   | Botafogo            | 51  | 46 | 11 | 18 | 17 | 62  | 71 | -9  | 37 |                                            |
| 21   | Criciúma            | 50  | 46 | 13 | 11 | 22 | 61  | 78 | -17 | 36 | Rebaixados à Série B de 2005               |
| 22   | Guarani             | 49  | 46 | 11 | 16 | 19 | 43  | 55 | -12 | 35 | Rebaixados à Série B de 2005               |
| 23   | Vitória             | 48  | 46 | 13 | 9  | 24 | 68  | 87 | -19 | 35 | Rebaixados à Série B de 2005               |
| 24   | Grêmio              | 39  | 46 | 9  | 12 | 25 | 60  | 80 | -20 | 28 | Rebaixados à Série B de 2005               |

1O Santos, por ser o campeão, também teve direito a disputar a Copa Sul-Americana de 2005. O São Paulo e o Cruzeiro se classificaram para a  Copa Sul-Americana de 2005 via ranking da CONMEBOL.

2O São Caetano foi punido com a perda de 24 pontos pelo STJD, pela morte do jogador Serginho.

### Desempenho por rodada
Clubes que lideraram ao final de cada rodada:
| Rodadas | Rodadas | Rodadas | Rodadas | Rodadas | Rodadas | Rodadas | Rodadas | Rodadas | Rodadas | Rodadas | Rodadas | Rodadas | Rodadas | Rodadas | Rodadas | Rodadas | Rodadas | Rodadas | Rodadas | Rodadas | Rodadas | Rodadas | Rodadas | Rodadas | Rodadas | Rodadas | Rodadas | Rodadas | Rodadas | Rodadas | Rodadas | Rodadas | Rodadas | Rodadas | Rodadas | Rodadas | Rodadas | Rodadas | Rodadas | Rodadas | Rodadas | Rodadas | Rodadas | Rodadas | Rodadas |
| ------- | ------- | ------- | ------- | ------- | ------- | ------- | ------- | ------- | ------- | ------- | ------- | ------- | ------- | ------- | ------- | ------- | ------- | ------- | ------- | ------- | ------- | ------- | ------- | ------- | ------- | ------- | ------- | ------- | ------- | ------- | ------- | ------- | ------- | ------- | ------- | ------- | ------- | ------- | ------- | ------- | ------- | ------- | ------- | ------- | ------- |
| 1       | 2       | 3       | 4       | 5       | 6       | 7       | 8       | 9       | 10      | 11      | 12      | 13      | 14      | 15      | 16      | 17      | 18      | 19      | 20      | 21      | 22      | 23      | 24      | 25      | 26      | 27      | 28      | 29      | 30      | 31      | 32      | 33      | 34      | 35      | 36      | 37      | 38      | 39      | 40      | 41      | 42      | 43      | 44      | 45      | 46      |
| GOI     | FIG     | FIG     | PON     | SPA     | SPA     | CRI     | CRI     | CRI     | CRI     | FIG     | PAL     | PAL     | PAL     | SAN     | PAL     | SAN     | SAN     | SAN     | SAN     | SAN     | SAN     | SAN     | SAN     | PAL     | SAN     | SAN     | SAN     | SAN     | SAN     | SAN     | SAN     | ATP     | ATP     | ATP     | ATP     | ATP     | SAN     | SAN     | ATP     | ATP     | ATP     | ATP     | ATP     | SAN     | SAN     |

Clubes que ficaram na última posição do campeonato ao final de cada rodada:
| Rodadas | Rodadas | Rodadas | Rodadas | Rodadas | Rodadas | Rodadas | Rodadas | Rodadas | Rodadas | Rodadas | Rodadas | Rodadas | Rodadas | Rodadas | Rodadas | Rodadas | Rodadas | Rodadas | Rodadas | Rodadas | Rodadas | Rodadas | Rodadas | Rodadas | Rodadas | Rodadas | Rodadas | Rodadas | Rodadas | Rodadas | Rodadas | Rodadas | Rodadas | Rodadas | Rodadas | Rodadas | Rodadas | Rodadas | Rodadas | Rodadas | Rodadas | Rodadas | Rodadas | Rodadas | Rodadas |
| ------- | ------- | ------- | ------- | ------- | ------- | ------- | ------- | ------- | ------- | ------- | ------- | ------- | ------- | ------- | ------- | ------- | ------- | ------- | ------- | ------- | ------- | ------- | ------- | ------- | ------- | ------- | ------- | ------- | ------- | ------- | ------- | ------- | ------- | ------- | ------- | ------- | ------- | ------- | ------- | ------- | ------- | ------- | ------- | ------- | ------- |
| 1       | 2       | 3       | 4       | 5       | 6       | 7       | 8       | 9       | 10      | 11      | 12      | 13      | 14      | 15      | 16      | 17      | 18      | 19      | 20      | 21      | 22      | 23      | 24      | 25      | 26      | 27      | 28      | 29      | 30      | 31      | 32      | 33      | 34      | 35      | 36      | 37      | 38      | 39      | 40      | 41      | 42      | 43      | 44      | 45      | 46      |
| BOT     | BOT     | BOT     | BOT     | BOT     | PAY     | PAY     | PAY     | PAY     | BOT     | BOT     | BOT     | PAY     | PAY     | FLA     | FLA     | FLA     | BOT     | BOT     | FLA     | FLA     | FLA     | FLA     | PAR     | GUA     | PAR     | PAR     | GUA     | GUA     | GUA     | GUA     | GUA     | GUA     | GUA     | GUA     | GUA     | GUA     | GRE     | GRE     | GRE     | GRE     | GRE     | GRE     | GRE     | GRE     | GRE     |

## Jogo do título
Válido pela 46ª rodada
| 19 de dezembro de 2004 | Santos                    | 2 – 1 | Vasco da Gama   | Teixeirão, São José do Rio Preto - SP                |
| 16:00                  | Ricardinho 5' · Elano 29' |       | 73' Marco Brito | Público: 36,426 Árbitro: RS Leonardo Gaciba da Silva |

## Premiação
| Campeonato Brasileiro de Futebol de 2004 |
| São Paulo                                |
| ---------------------------------------- |
| Santos Futebol Clube Campeão (8° título) |

## Maiores goleadas
| 28 de setembro | São Paulo                                                                   | 7 - 0 | Paysandu | Morumbi |
|                | Cicinho 30' 59' · Nildo 34' · Grafite 53' 71' · Souza 76' · Jean Carlos 81' |       |          |         |

| 27 de outubro | Fluminense                                                             | 7 - 1 | Juventude | Estádio Raulino de Oliveira |
|               | Rodrigo Tiuí 1' 75' 83' · Roger Flores 22' 85' · Alessandro 35' 53'(p) |       | Lopes 11' |                             |

| 16 de Maio | Criciúma                                                      | 7 - 2 | Goiás                        | Estádio Heriberto Hulse |
|            | Rafael 16' · Marcos Denner 53' 81' 84' · Reinaldo 57' 73' 82' |       | Gustavo 1' · Paulo Baier 76' |                         |

| 17 de julho | Internacional                                    | 6 - 0 | Atlético-PR | Estádio Beira Rio |
|             | Danilo 1' 30' 48' 59' · Fernandão 34' · Alex 16' |       |             |                   |

| 13 de julho | Atlético-PR                                                    | 6 - 0 | Goiás | Arena da Baixada |
|             | Dagoberto 29' · Washington 40' 55' 68' · Ilan 58' · Dennys 82' |       |       |                  |

| 1 de agosto | Santos                                                                   | 6 - 0 | Paysandu | Vila Belmiro |
|             | Robinho 10' 44' · Elano 15' · Ricardinho 42' · Basílio 60' · Fabinho 83' |       |          |              |

| 13 de novembro | Grêmio                                                                                         | 6 - 1 | Ponte Preta    | Estádio Bento Freitas |
|                | George Lucas 25' · Christian 54' 62' · Felipe Melo 77' · Roberto Santos 80' · Fábio Bilica 86' |       | Alecsandro 56' |                       |

| 25 de abril | Vitória                                                                               | 6 - 1 | Paraná       | Barradão |
|             | Obina 28' · Cléber Santana 29' · Xavier 35' · Edílson 44' 51' · Leandro Domingues 78' |       | Fernando 77' |          |

| 14 de novembro | Atlético Mineiro                                                                     | 6 - 1 | Flamengo         | Est. Mun. Epaminondas Mendes Brito |
|                | Zé Antônio 4' · Márcio Mixirica 13' · Renato 48' · Wagner 58' · Alex Mineiro 70' 80' |       | Jean Azevedo 52' |                                    |

| 2 de outubro | Atlético Paranaense                                | 5 - 0 | Atlético Mineiro | Kyocera Arena |
|              | Jádson 32' 45+1' 65' · Washington 61' · Dennys 80' |       |                  |               |

| 17 de outubro | Atlético Mineiro | 0 - 5 | São Paulo                          | Mineirão |
|               |                  |       | Grafite 4' 17' 28' · Danilo 9' 52' |          |

| 21 de agosto | Goiás                                                      | 5 - 0 | Ponte Preta | Estádio Serra Dourada |
|              | Leandro Azevedo 13' · Alex Dias 20' 67' · 73' Jadílson 41' |       |             |                       |

| 2 de outubro | Cruzeiro                         | 5 - 0 | Ponte Preta | Mineirão |
|              | Fred 6' 14' 41' · Jussiê 26' 35' |       |             |          |

| 30 de outubro | Santos                                           | 5 - 0 | Fluminense | Estádio Benedito Teixeira |
|               | Robinho 7' 55' · Laerte 19'(gc) · Deivid 47' 81' |       |            |                           |

| 8 de maio | São Caetano                                                                                       | 5 - 0 | Criciúma | Estádio Municipal Anacleto Campanella |
|           | Gustavo Caiche 5' · Fabrício Carvalho 45' · Thiago Martinelli 51' · Warley 84' · Lúcio Flávio 90' |       |          |                                       |

| 22 de maio | Corinthians | 0 - 5 | Atlético Paranaense                    | Pacaembu |
|            |             |       | Jádson 25' 26' 59' · Dagoberto 35' 86' |          |

## Artilheiros
Apenas os cinco primeiros.
| Jogador         | Clube               | Gols |
| --------------- | ------------------- | ---- |
| Washington      | Atlético Paranaense | 34   |
| Alex Dias       | Goiás               | 22   |
| Deivid Robinho  | Santos              | 22   |
| Cláudio Pitbull | Grêmio              | 22   |

## Público

### Média por clube
Apenas jogos em que o clube é mandante.
|    | Clube               | Média  |    | Clube       | Média |
| -- | ------------------- | ------ | -- | ----------- | ----- |
| 1  | São Paulo           | 13.563 | 13 | Paysandu    | 7.432 |
| 2  | Grêmio              | 13.143 | 14 | Coritiba    | 7.393 |
| 3  | Atlético Paranaense | 12.979 | 15 | Criciúma    | 6.599 |
| 4  | Santos              | 12.870 | 16 | Cruzeiro    | 6.074 |
| 5  | Corinthians         | 13.542 | 17 | Vitória     | 5.936 |
| 6  | Atlético Mineiro    | 10.538 | 18 | Botafogo    | 5.541 |
| 7  | Figueirense         | 10.465 | 19 | Juventude   | 5.038 |
| 8  | Flamengo            | 9.707  | 20 | Vasco       | 4.770 |
| 9  | Internacional       | 9.363  | 21 | Paraná      | 4.047 |
| 10 | Goiás               | 9.133  | 22 | Guarani     | 3.852 |
| 11 | Palmeiras           | 8.586  | 23 | Ponte Preta | 3.826 |
| 12 | Fluminense          | 7.666  | 24 | São Caetano | 2.480 |

### Maiores públicos
| Público | Estádio                   |               | Jogo  |               |
| ------- | ------------------------- | ------------- | ----- | ------------- |
| 50.650  | Mineirão                  | Atlético - MG | 3 - 0 | São Caetano   |
| 37.796  | Maracanã                  | Flamengo      | 0 - 0 | Coritiba      |
| 36.426  | Estádio Benedito Teixeira | Santos        | 2 - 1 | Vasco da Gama |
| 35.229  | Morumbi                   | Palmeiras     | 0 - 1 | Corinthians   |
| 31.180  | Morumbi                   | Corinthians   | 0 - 0 | São Paulo     |
| 30.696  | Estádio Olímpico do Pará  | Paysandu      | 4 - 2 | Guarani       |
| 29.658  | Maracanã                  | Fluminense    | 2 - 1 | Flamengo      |
| 28.644  | Morumbi                   | Corinthians   | 0 - 4 | Palmeiras     |
| 28.174  | Maracanã                  | Flamengo      | 0 - 0 | Botafogo      |
| 27.100  | Morumbi                   | São Paulo     | 1 - 1 | Flamengo      |

Fonte: CBF News

## Recordes
- O Santos atingiu o maior número de gols marcados numa edição da competição, 103 gols, com uma média de 2,24 por partida.
- Com 34 gols, Washington, do Atlético Paranaense, superou a anterior marca de 31 gols (Dimba em 2003) e tornou-se o maior artilheiro numa edição da competição.
- No jogo Paraná Clube 3 x 2 Santos, pela primeira rodada, o jogador Galvão do Paraná Clube marcou o gol mais rápido do campeonato aos 13 segundos de jogo.[3]
- No dia 25 de setembro, no jogo Atlético Mineiro 1 - 1 Internacional, o jogador Alex Mineiro, do Atlético Mineiro, marcou o milésimo gol da história da competição.

## Rebaixamento
Seguindo o estabelecido para a redução do número de clubes na primeira divisão, esta edição do Campeonato Brasileiro rebaixou quatro clubes e subiram dois. Os 4 rebaixados foram Criciúma, Guarani, Vitória e Grêmio.

## A tragédia de Serginho
Em 27 de outubro, o jogo entre São Paulo e São Caetano marcou a competição de forma trágica. O jogador Serginho, do São Caetano, sofreu um ataque cardíaco aos sessenta minutos de jogo (14 minutos do segundo tempo). Quarenta minutos depois ele veio a falecer no hospital. O jogo foi suspenso e na rodada seguinte foi prestado um minuto de silêncio em todos os jogos.
Os minutos restantes da partida suspensa foram disputados no dia 3 de novembro, com vitória do São Paulo por 4 a 2.
Mais tarde foi concluído que houve negligência por parte dos dirigentes e da comissão médica do São Caetano e o clube foi punido com a perda de vinte e quatro pontos. Mesmo assim, o Azulão se manteve na Série A.